# Föderation Arabischer Republiken
Als Föderation Arabischer Republiken (abgekürzt F.A.R.; arabisch اتحاد الجمهوريات العربية ittihād al-dschumhūriyyāt al-ʿarabiyya, DMG ittiḥād al-ǧumhūrīyāt al-ʿarabīya ‚Union der Arabischen Republiken‘) wurde die Staatenverbindung Ägyptens mit Libyen und dem Sudan bzw. Syrien von 1970–1977 bezeichnet. Obwohl ittihād wörtlich besser mit „Union“ bzw. „Vereinigung“ zu übersetzen wäre, so handelte es sich 1970–1977 im Gegensatz zur etwas substanzielleren Ägyptisch-Syrischen Union von 1958–1961 um keinen Einheitsstaat, sondern um einen konföderativen Staatenbund.
So wie einst Vereinigte Arabische Republik für verschiedene Vereinigungsprojekte unter gleichen Namen firmierte, so umfasste auch die Föderation Arabischer Republiken verschiedene, aber auseinander hervorgegangene Zusammenschlüsse der gleichen Partner zwischen 1970 und 1977. Zumeist ist damit allerdings die Ägyptisch-Libysch-Syrische Föderation gemeint, die am 17. April 1971 vereinbart und durch Volksentscheide zum 1. Januar 1972 in Kraft gesetzt wurde. Innerhalb dieser Föderation sollte 1973 eine Ägyptisch-Libysche Union entstehen, deren Scheitern schließlich auch das Scheitern der Föderation nach sich zog.

## Ausgangssituation
Die Föderation Arabischer Republiken stand in der Tradition der vielen vergeblichen arabischen Bemühungen, die „arabische Nation“ in einem Staatsgebilde zu vereinigen.

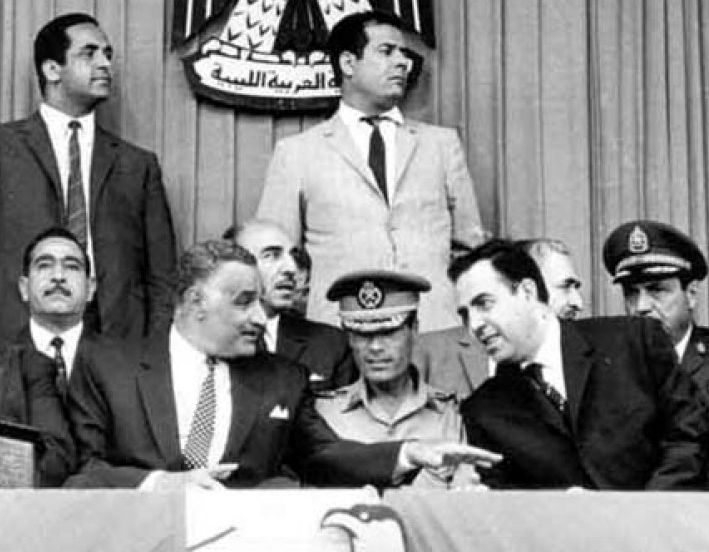
Gaddafi zwischen Nasser (links) und Atassi (rechts) 1969 in Tripolis – ein Jahr später war Atassi gestürzt und Nasser tot

Doch schon 1965 hatte Ägyptens Präsident Gamal Abdel Nasser vor einer zu schnellen arabischen Vereinigung ohne vorherige wirtschaftliche Integration gewarnt. Nach seiner Niederlage im Sechstagekrieg musste er sein panarabisches und revolutionär-republikanisches Engagement aufgeben und war fortan von sowjetischer Wirtschafts- und Militärhilfe (Abnutzungskrieg) einerseits bzw. von Finanzhilfen des konservativen Saudi-Arabien andererseits abhängig. Mit den 1967 von Israel besetzten Gebieten (Sinai-Halbinsel, Gazastreifen) waren 70 % der ägyptischen Erdölförderung verloren gegangen, eine Million Flüchtlinge waren ins Land gekommen. Das Bestreben der ägyptischen Führung war daher darauf gerichtet, die verlorenen Gebiete zurückzugewinnen und den Sueskanal wiederzueröffnen, dessen Sperrung durch die Israelis schwere wirtschaftliche Einbußen für Ägypten bedeutete.
Bereits im Mai 1969 hatte ein Militärputsch unter Führung Dschafar an-Numairis im Sudan ein proägyptisches Regime an die Macht gebracht. Im Juni 1969 hatten zudem sowohl der syrische Präsident Nureddin al-Atassi erklärt, dass seine Regierung eine Union Syriens mit Ägypten und anderen revolutionären arabischen Staaten plane, als auch der irakische Präsident Hasan al-Bakr, dass eine irakisch-syrische Union der Beginn einer arabischen Vereinigung sein müsse. Mehr als ein syrisch-irakisches Militärbündnis kam jedoch nicht zustande. Am 1. September 1969 putschte unter Führung Muammar al-Gaddafis eine Gruppe junger, proägyptischer Offiziere in Libyen und stürzte die Monarchie. Gaddafi, der als glühender Anhänger Nassers auftrat, versuchte sofort, sein Idol für eine Vereinigung Libyens und Sudans mit Ägypten zu gewinnen.
Eine Vereinigung Libyens und Ägyptens schien objektiv Vorteile für beide Seiten zu bieten. Der Arbeitskräftemangel im dünn besiedelten, aber dank der Erdölindustrie prosperierenden Libyen ergänzte sich mit dem Bevölkerungsüberschuss in dem unter hoher Arbeitslosigkeit leidenden Ägypten. Die libyschen Öl-Milliarden boten Ägypten die Chance, von saudischen Krediten unabhängig zu werden. Auf ägyptischen Wunsch schied Libyen daher 1970 aus dem Gemeinsamen Nordafrikanischen Markt des Maghreb aus und wandte sich dem Niltal zu.

## Union Arabischer Republiken
Siehe auch: Libysch-Ägyptisches Einheitsstreben

### Ägyptisch-Libysch-Sudanesische Föderation

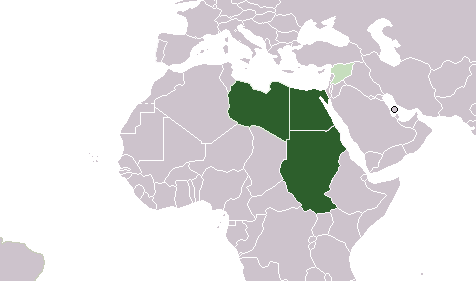
FAR 1970: Syrien beabsichtigt den Anschluss

Gaddafis erster Vereinigungsversuch war zugleich Nassers letzter. Auf mehr als ein politisches Aktionsbündnis, eine Revolutionäre Arabische Front mit Libyen und Sudan, ließ sich der ägyptische Präsident aber zunächst nicht ein (Charta von Tripolis, 28. Dezember 1969). Erst am 20. April 1970 kam es zu einer trilateralen Föderationsvereinbarung, doch am 28. September 1970 verstarb Nasser plötzlich.
Am 4. November 1970 begannen Nassers Nachfolger Anwar as-Sadat, Gaddafi und Numeiri über die Bildung einer Föderation zu verhandeln. Die drei Politiker bildeten am 8. November 1970 eine Vereinigte Politische Führung, die die Vereinigung vorbereiten sollte. Nach dem Militärumsturz in Syrien kam am 27. November 1970 auch noch der neue syrische Regierungschef Hafiz al-Assad hinzu. Im Dezember 1970 einigten sich Ägypten, Libyen, Sudan und Syrien auf die Bildung einer Föderation Arabischer Republiken.
Scheinbar setzte Sadat zunächst Nassers Kurs fort, tatsächlich aber strebte er eine Abkehr vom (gescheiterten) Nasserismus durch wirtschaftliche und innenpolitische „Liberalisierung“ sowie eine Annäherung an die Vereinigten Staaten und Saudi-Arabien an. Mit der Föderation im Rücken konnte Sadat nach außen seinen Führungsanspruch unterstreichen und im Mai 1971 auch die gegen den sich anbahnenden Kurswechsel opponierenden Rivalen innerhalb der ägyptischen Führung (vor allem den nasseristischen Vizepräsidenten Ali Sabri) ausschalten, nachdem er ihnen einen Putschversuch unterstellt hatte.

### Ägyptisch-Libysch-Syrische Föderation
Am 17. April 1971 (dem syrischen Nationalfeiertag) besiegelten die Staatschefs Ägyptens, Libyens und Syriens (Assad war im März 1971 auch syrischer Präsident geworden) im libyschen Bengasi schließlich die Föderation Arabischer Republiken. Der Sudan, der zunächst noch mit inneren Problemen beschäftigt war (Südsudankonflikt, Richtungskämpfe im Revolutionsrat), sollte zu einem späteren Zeitpunkt beitreten. Darüber hinaus sah die Verfassung der Föderation den – nie erfolgten – Beitritt weiterer arabischer Staaten vor. An der Spitze der Föderation stand ein Präsidentschaftsrat, dem die Staatsoberhäupter der Mitgliedstaaten angehörten. Zum ersten Vorsitzenden wurde der ägyptische Staatspräsident Anwar as-Sadat gewählt. Der Vorsitz sollte in zweijährigem Turnus wechseln. Libyens Machthaber al-Gaddafi und Syriens Präsident al-Assad waren Vizepräsidenten. Weitere Organe waren ein vom Präsidentschaftsrat bestimmter Bundesministerrat (Unionsregierung), ein sechsköpfiges Bundesverfassungsgericht und eine aus Delegierten der einzelnen Parlamente bestehende Bundesnationalversammlung. Die Nationalversammlung mit jeweils 20 Abgeordneten der drei Bundesstaaten trat im März 1972 zu ihrer konstituierenden Sitzung zusammen und wählte den Libyer Kheiry as-Saghir zum Vorsitzenden. Der Syrer Ahmed al-Chatib wurde mit der Bildung einer Unionsregierung beauftragt, der u. a. der Ägypter Muhammad Fathallah al-Khatib als Außenminister und der Libyer Muhammad al-Khawaga als Minister für öffentliche Dienste angehörten.

#### Gemeinsamkeiten und Gegensätze
Vorrangiger Zweck der Union war eine wirtschaftliche, militärische und kulturelle Allianz. Die Ziele der drei Bundesstaaten und ihrer Führer waren jedoch höchst unterschiedlich:

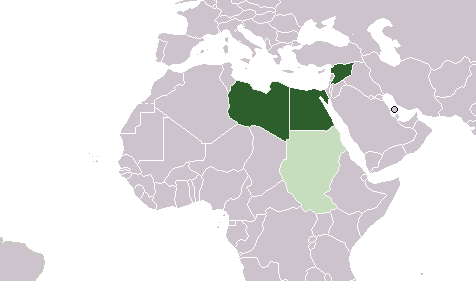
FAR 1971: Sudan soll später beitreten, zieht sich aber zurück

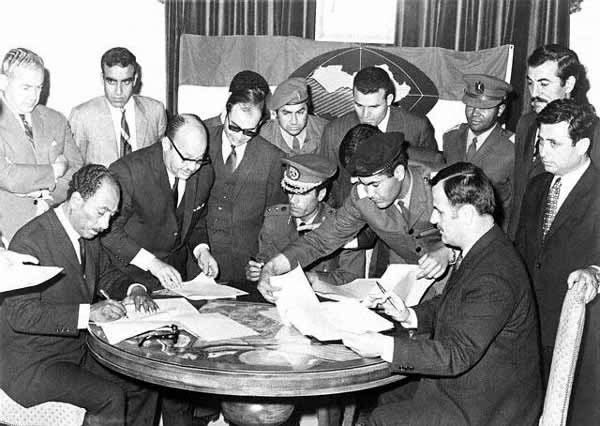
Sadat (links sitzend), Gaddafi (Bildmitte) und Assad (rechts sitzend) besiegeln am 17. April 1971 in Bengasi die Föderation

- Sadat beabsichtigte, aus dem Schatten Nassers herauszutreten, indem er da erfolgreich zu sein plante, wo Nasser gescheitert war. In einem erneuten Krieg gegen Israel wollte er jene ägyptischen Gebiete zurückgewinnen, die Nasser 1967 verloren hatte (Sinai, Gasa). Dafür sollte Israel nur so weit geschwächt werden, dass es zu Verhandlungen gezwungen werden konnte, nicht aber vollständig geschlagen werden, weil die Vereinigten Staaten sich sonst kompromisslos auf die israelische Seite stellen würden. Für diesen Krieg war das ägyptisch-syrische Militärbündnis wichtiger als die später vereinbarte Union mit Libyen, welche keine bedeutende militärische Verstärkung darstellte. Allein die libysche Luftwaffe mit ihren modernen Jagdflugzeugen vom Typ Dassault Mirage war nützlich, faktisch jedoch war die kleine libysche Luftwaffe sowieso schon in die um ein Vielfaches größere ägyptische Luftwaffe integriert.
- Während Sadat von vornherein einen begrenzten Krieg anstrebte, erhoffte sich Assad den umfassenden Einsatz der gesamten ägyptischen Streitmacht, um im Schatten eines ägyptischen Sieges die 1967 an Israel verlorenen Golanhöhen zurückzugewinnen. Anders als Sadat, der als Nassers Vizepräsident dessen Nachfolge faktisch „geerbt“ hatte, war Assad durch einen Militärputsch gegen jene Regierung an die Macht gekommen, die die Golanhöhen überhaupt erst verloren hatte. Ihre Rückgewinnung war für Assad zu einer Legitimitätsfrage geworden und wichtiger als eine vollständige Vereinigung.
- Gaddafi sah sich als ideologischer Erbe Nassers und wollte dessen Nachfolger Sadat auf eine Fortsetzung der Politik Nassers festlegen, doch zunächst war Gaddafi noch zur Unterordnung unter den über 23 Jahre älteren Sadat bereit. Einen begrenzten Krieg gegen Israel hielt er für eine Verschwendung arabischer Ressourcen (Libyen hatte keine Gebiete verloren). Später warf er Sadat vor, er hätte die Rückgabe des Sinai auch ohne einen verlustreichen Krieg schon 1972 durch Verhandlungen erreicht haben können.[7] Erst nach dem Abschuss einer libyschen Verkehrsmaschine durch Israel im Februar 1973 ging auch Gaddafi allmählich auf Kriegskurs.[8]
- Numeiri hatte sich von der Föderation vor allem ägyptische Militär- und libysche Finanzhilfe für seinen Krieg gegen die Rebellen im Südsudan erhofft. Einer vollständigen „Einheit des Niltals“ standen die meisten Sudanesen eher skeptisch gegenüber. Tatsächlich waren es ägyptische Truppen und die libysche Luftwaffe, die Numeiri nach einem pro-kommunistischen Putsch am 22. Juli 1971 nach Khartum zurück- und wieder an die Macht brachten. Mit dem Beitritt des nichtafrikanischen Syrien musste Numeiri aber erkennen, dass sich das ägyptisch-libysche Engagement vor allem auf den Nahostkonflikt und auf eine Unterstützung Syriens statt auf eine Unterstützung des Sudan konzentrieren würde. Der Sudan zog sich daher aus der Föderation zunächst zurück und gewährte dem aufständischen Südsudan im Februar 1972 Autonomie.

#### Gegenvorschlag Iraks

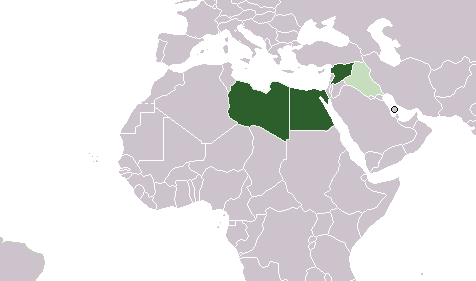
FAR 1972: Irak wird der Anschluss angeboten

Als Reaktion auf die von Jordaniens König Hussein vorgeschlagene Jordanisch-Palästinensische Föderation drängte im März 1972 der Irak auf eine Neuauflage der 1963 gescheiterten Ägyptisch-Irakisch-Syrischen Union als Bund der arabischen Republiken (unter Einschluss der PLO), was von Ägypten mit dem Verweis auf die schon bestehende Föderation Arabischer Republiken abgelehnt wurde. Die Beziehungen zwischen Syrien und Irak, wo zwei verfeindete Flügel der Baath-Partei regierten, waren zudem durch den syrischen Euphrat-Staudamm und die durch Syrien laufende irakische Erdölleitung gespannt. Ägypten bot dem Irak jedoch einen Beitritt zur Föderation an.
Irak verzichtete, versicherte Ägypten und Syrien jedoch starke militärischer Unterstützung im Falle eines neuen Krieges gegen Israel und regte ein gemeinsames Oberkommando an, was von Ägypten und Syrien abgelehnt wurde. Bereits 1971 hatte Irak seine seit 1967 an der israelischen Front wachenden Truppen aus Syrien und Jordanien zurückziehen müssen.
Irak schloss daraufhin im April 1972 stattdessen einen Freundschaftsvertrag mit der Sowjetunion, was Libyen wiederum zum Anlass nahm, die Beziehungen zum Irak zunächst abzubrechen.

#### Rückzug Sudans
Ende 1972 schien auch der Anschluss Sudans zunächst obsolet. Im September 1972 kam es zu Spannungen zwischen dem Sudan und Libyen, als Khartum den Transport libyscher Truppen zur Unterstützung des ugandischen Diktators Idi Amin über sudanesische Flughäfen verhinderte. Nach der Entfernung pro-ägyptischer Minister aus dem sudanesischen Kabinett kam es auch zur Verschlechterung der ägyptisch-sudanesischen Beziehungen. Auf ägyptisches Verlangen mussten daraufhin im Oktober 1972 die am Sueskanal stationierten sudanesischen Truppen abgezogen werden. (Genau ein Jahr später, im Oktoberkrieg 1973, entsandte Sudan jedoch erneut Truppen an der Seite Ägyptens an die Sinaifront.)

#### Einladung Tunesiens
Libyens Machthaber Gaddafi hingegen drängte im Dezember 1972 Tunesien zum Beitritt. Sein auch an den Tschad gerichtetes Werben stellte allerdings den arabischen Charakter der Föderation infrage. Tunesiens Präsident Habib Bourguiba schlug 1973 stattdessen einen gegen Marokko und Ägypten gerichteten Zusammenschluss Tunesiens mit Libyen und Algerien vor („Vereinigte Staaten von Nordafrika“).

### Ägyptisch-Libysche Union

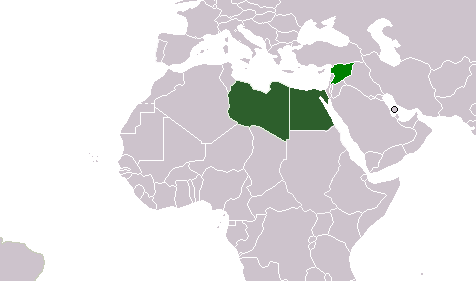
FAR 1973: Ägyptisch-Libysche Union innerhalb der Föderation

Schon im Februar 1972 hatte Gaddafi Sadat vorgeschlagen, Libyen und Ägypten innerhalb der Föderation zu einer festeren Union, d. h. zu einem Einheitsstaat zusammenzuschließen. Am 2. August 1972 vereinbarten Gaddafi und Sadat den vollständigen Zusammenschluss ihrer Staaten in einer Union bis zum 1. September 1973. Der ägyptisch-libysche Einheitsstaat sollte wieder den Namen Vereinigte Arabische Republik tragen, den Ägypten gerade zuvor abgelegt hatte. Am 10. September 1972 gründeten die beiden Staatschefs einen Obersten Planungsrat (Vereinigtes Politisches Kommando) und eine verfassungsgebende Versammlung aus 50 ägyptischen und 50 libyschen Regierungsvertretern arbeitete eine Konstitution aus. Der Ägypter Murad Ghaleb wurde residierender Minister in Libyen und der Libyer Mohammed Abu Bakr Ben Jussef (Youssef) residierender Minister in Ägypten. Dennoch taktierte und zögerte Sadat die Verwirklichung der Ägyptisch-Libyschen Union immer wieder hinaus. Daher rief Gaddafi im April 1973 die Ägypter zur „Volksrevolution“ gegen Sadat auf. Zuvor hatte er erklärt, er würde zurücktreten, um kein Hindernis für die Union mit Ägypten zu sein.
Frustriert über die Stagnation des Vereinigungsprozesses versuchte Gaddafi im Juli 1973, die Verwirklichung der Union durch einen friedlichen Einheitsmarsch tausender Libyer nach Kairo zu erzwingen. Mit über 50.000 Teilnehmern startete am 18. Juli 1973 der „Arabische Einheitsmarsch“ von der tunesischen Grenze, um den vereinbarten Zusammenschluss mit dem Nachbarland Ägypten zu beschleunigen. Die Demonstranten nahmen eine mit Blut geschriebene Einheitsbotschaft auf den 2.000 km langen Fußmarsch mit. Muammar al-Gaddafi erklärte in der Moschee von Tripolis „Ägypten hat den Nil, während wir das Öl und das Land haben“ und „Ägypten hat die Arbeitskräfte, und beide Länder brauchen und ergänzen einander.“ Doch eine Vereinigung mit Ägypten erwirkte der Massenprotest nicht, Sadat ließ den „Marsch nach Kairo“ östlich von Marsa Matruh stoppen. Zum vereinbarten Stichtag (1. September 1973) war die Union nicht zustande gekommen.

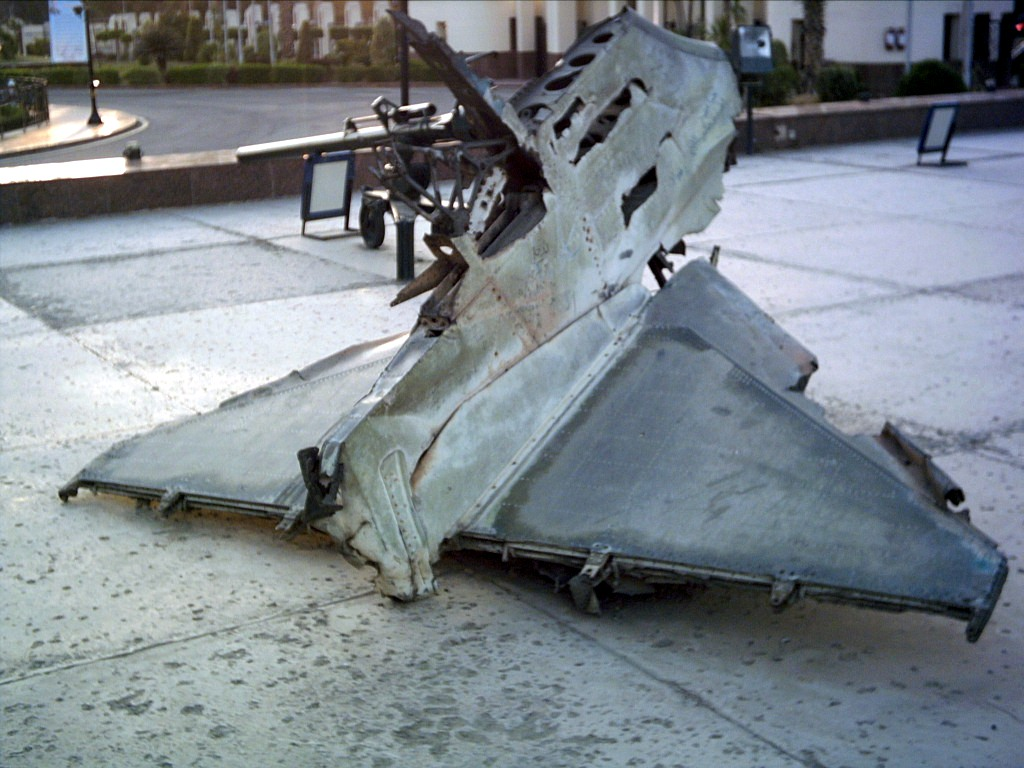
Wrackteil eines im Oktoberkrieg von ägyptisch-libyschen Kampffliegern abgeschossenen israelischen Skyhawk-Jagdbombers

Stattdessen hatte Sadat 23. Juli 1973, am Jahrestag der ägyptischen Revolution, die Politik der Vereinigten Staaten als friedensfeindlich erklärt und bekräftigt, Ägypten sei entschlossen zur Zurückeroberung der israelisch besetzten Gebiete. Am 6. Oktober 1973 lösten Ägypten und Syrien den Krieg aus, ohne Libyen oder den Irak in die Vorbereitungen eingebunden oder auch nur konsultiert zu haben. Dennoch sandte Gaddafi unmittelbar nach Ausbruch der Kämpfe (entgegen einer Vereinbarungen mit Frankreich) über 40 libysche Mirage und eine Milliarde US-Dollar zur Unterstützung. An der Suezfront kamen der Föderation irakische und sudanesische Truppen zu Hilfe, an die Golanfront schickten neben den Irakern auch Marokko und Jordanien einige Truppen zur Unterstützung. Doch rasch brach Sadat die Offensive ab und verzögerte die konsequente Bekämpfung einer israelischen Gegenoffensive. Den infolge des militärischen Patts schon am 24. Oktober 1973 abgeschlossenen Waffenstillstand mit Israel lehnte Gaddafi ab. Er wandte sich daher zunächst wieder Tunesien zu, doch die im Januar 1974 mit Habib Bourguiba vereinbarte Arabische Islamische Republik scheiterte ebenso.
Nach dem ersten ägyptisch-israelischen Truppenentflechtungsabkommen (18. Januar 1974) und Ägyptens Nichteingreifen bei Ausbruch neuer Kämpfe an der syrisch-israelischen Front im März 1974 stoppte Gaddafi am 28. März 1974 die finanzielle Unterstützung für Ägypten. Sadat wandte sich an Saudi-Arabien, das Ägypten sofort großzügige Kredite, Subventionen und Finanzspritzen gewährte (bis 1975 über 1,1 Mrd. US-Dollar, bis 1977 weitere 2,2 Mrd. US-Dollar) Zudem holte Sadat im April 1974 provokativ den von Gaddafi gestürzten libyschen Ex-König Idris nach Kairo. Die bereits gescheiterte Union war damit faktisch beendet, doch trotz der Spannungen kamen weitere 153.000 Gastarbeiter aus Ägypten nach Libyen. Am 18. April 1974 unternahmen Angehörige der angeblich von Libyen unterstützten „Islamischen Befreiungsfront“ einen Überfall auf die technische Militärakademie in Kairo-Heliopolis, bei dem 11 Menschen getötet wurden. Im Juli 1974 verstärkten sich die Spannungen weiter. Ein Brief Sadats vom 31. Juli 1974, in dem dieser Gaddafi der Anstiftung von Unruhen in Ägypten beschuldigte und die Rückgabe der libyschen Mirage-Kampfflugzeuge anbot, wurde nicht angenommen. Schließlich nahm Sadat auch noch den libyschen Major Omar Abdullah al-Muhaischi auf, der im August 1975 einen Putschversuch gegen Gaddafi unternommen hatte. Nachdem die Bundesnationalversammlung 1975 letztmals zusammengekommen war, vertagte Sadat die für März 1976 angesetzte Sitzung. Daraufhin wies Gaddafi im März 1976 Zehntausende ägyptischer Gastarbeiter aus (über 250.000 bis 1977).

### Ägyptisch-Syrische Union

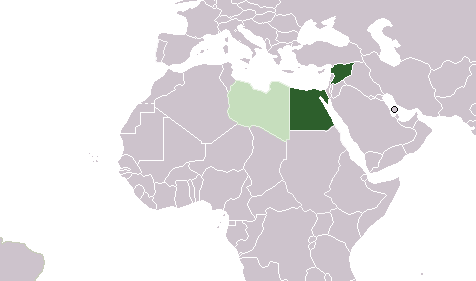
FAR 1976: Ägyptisch-Syrische Union innerhalb der Föderation, Libyen hat sich zurückgezogen

Syrien war 1973 trotz des Bündnisses mit Ägypten nur durch eilig entsandte irakische Panzer- und Luftabwehreinheiten vor einer Niederlage bewahrt worden (Israelische Truppen waren zunächst noch weiter vorgerückt als 1967 und hatten sogar Damaskus angegriffen), denen das syrische Regime allerdings misstraute. Nach dem Abzug der Iraker (aus Protest gegen das syrisch-israelische Waffenstillstandsabkommen vom 22. Oktober 1973) und einem ersten ägyptisch-israelischen Truppenentflechtungsabkommen am 18. Januar 1974 sah sich auch Syrien am 31. Mai 1974 zu einem solchen Entflechtungsabkommen mit Israel gezwungen. Syrien strebte allerdings wie der Irak, Libyen und die PLO-interne Ablehnungsfront eine Fortsetzung des Kampfes an und verweigerte daher seine Teilnahme an den Genfer Nahostverhandlungen. Das zweite ägyptisch-israelische Entflechtungsabkommen im September 1975 (Sinai-Abkommen) bezeichnete Syrien als „Verrat“.
Nach diesem Abkommen konnte Syrien nicht mehr auf ägyptischen Beistand hoffen und suchte daher zunächst ein Bündnis mit Jordanien, Präsident Assad und König Hussein I. vereinbarten 1975 eine Vereinigte Politische Führung. Infolge des syrischen Eingreifens in den Libanesischen Bürgerkrieg kam es ab September 1976 vorübergehend wieder zu einer syrisch-ägyptischen Annäherung. Syrien hatte im Libanon zugunsten der überwiegend christlichen Rechtsfront interveniert. Irak und Libyen hatten Syrien vergeblich gedrängt, sich nicht gegen die überwiegend muslimische und mit der PLO verbündete Linksfront zu stellen. Sadat hatte zwar ebenfalls Bedenken gegen das syrische Vorgehen, mehr noch aber gegen die libysch-irakische Kritik am syrischen Einmarsch. Assad benötigte für seine Libanonpolitik Sadats Rückendeckung und auf Ägyptens Betreiben billigte die Arabische Liga im Oktober 1976 Syriens Vorgehen. Am 18. Dezember 1976 bzw. am 4. Februar 1977 einigten sich Assad und Sadat auf ein Politisches Oberstes Kommando, das eine Union zwischen Ägypten und Syrien vorbereiten sollte.

### Ägyptisch-Syrisch-Sudanesische Föderation

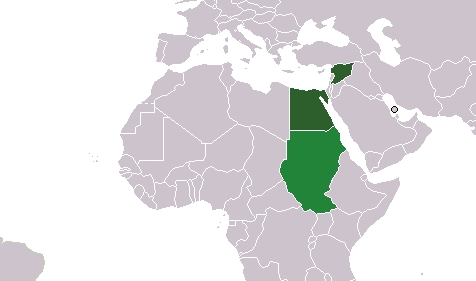
FAR 1977: Ägyptisch-Syrische Union innerhalb der Föderation, Sudan beabsichtigt den Anschluss

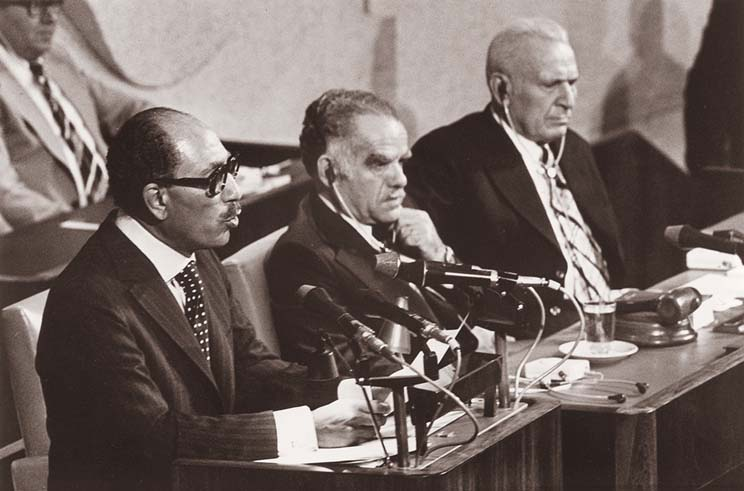
Nach Sadats Rede vor der Knesset in Jerusalem am 20. November 1977 traten Libyen und Syrien aus der Föderation aus

Parallel zur ägyptisch-syrischen Wiederannäherung waren auch die ägyptisch-sudanesischen Beziehungen wieder enger geworden. Nach einem Putschversuch im Juli 1976, hinter dem Numeiri den libyschen Machthaber Gaddafi vermutete, hatte Sudan ein Militärbündnis mit Ägypten geschlossen.
Bei einem Treffen Numeiris mit Sadat und Assad vom 25. Februar bis 1. März 1977 in Khartoum äußerte der sudanesische Präsident den Wunsch, sich dem Ägyptisch-Syrischen Unionsprojekt anzuschließen. Erneut wurde eine Vereinigte Politische Führung vereinbart, die eine aus Ägypten, Syrien und Sudan bestehende Föderation Arabischer Republiken vorbereiten sollte. Zu diesem Zweck wurden auf dem Gipfel diverse Kooperationsabkommen geschlossen. Selbst Somalia äußerte den Wunsch, sich anzuschließen. Libyen antwortete mit der Errichtung einer volksrepublikanischen Staatsform und rief eine unabhängige Dschamahirija aus.
Das gegen Libyen gerichtete ägyptisch-sudanesische Bündnis verschärfte die ägyptisch-libyschen Beziehungen weiter. Gaddafi wies hunderttausende weitere ägyptische Gastarbeiter aus. In deren Rückstrom mischten sich libysche Demonstranten, die zu einem erneuten „Einheitsmarsch“ aufriefen. Daraufhin kam es im Juli 1977 sogar zu einem kurzen Libysch-Ägyptischen Grenzkrieg, der übrigens nicht durch syrische, sondern durch algerische Vermittlung beendet wurde. Mit der Verhandlungsreise des ägyptischen Präsidenten Sadat nach Jerusalem und seiner Rede vor der israelischen Knesset am 20. November 1977 zerbrach allerdings auch die Ägyptisch-Syrisch-Sudanesische Föderation endgültig. Während Numeiri Verständnis für Sadats Alleingang zeigte, lehnten Assad und Gaddafi ihn empört ab.

## Epilog

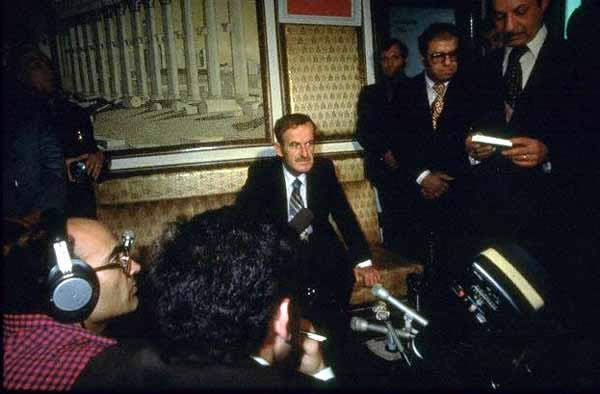
Wütend kündigt Assad nach Sadats Jerusalem-Reise am 27. November 1977 den Abbruch der Beziehungen zu Ägypten an

Noch am gleichen Tag der Reise Sadats nach Jerusalem, am 19. November 1977, einen Tag vor Sadats Rede in der israelischen Knesset, ordnete Gaddafi die Abschaffung der Föderationsflagge und des Föderationswappens an und ließ sie durch eine einfarbig-grüne libysche Flagge und einen von Ägypten wegschauenden Wappenfalken ersetzen. Am 5. Dezember 1977 schließlich entließen Gaddafi und Assad per Dekret den Präsidentschaftsrat der Föderation, der seit 1973 nicht mehr zusammengetreten war. Den Sitz der Föderation verlegten sie zunächst nach Tripolis, und dorthin lud Gaddafi im Dezember 1977 arabische Staatschefs zur Bildung einer Front der Standhaftigkeit zum Widerstand gegen einen ägyptisch-israelischen Separatfrieden ein.
Im September 1980 vereinbarten Gaddafi und Assad stattdessen eine Libysch-Syrische Union, bereits im März 1980 hatte auch Syrien die Föderationsflagge und das Wappen durch syrische Symbole ersetzt. Erst am 1. Oktober 1984 erklärte schließlich auch Ägypten formal seinen Austritt aus der Föderation Arabischer Republiken und ersetzte als letzter Föderationsflagge und -wappen.
Die Libysch-Syrische Union ist ebenso wenig zustande gekommen wie die 1979 bzw. 1982–1985 zwischen Ägypten und Sudan vereinbarte schrittweise Integration beider Staaten des Niltals.